# Shimoichi (Nara)
Shimoichi (下市町 Shimoichi-chō?) es un pueblo localizado en la prefectura de Nara, Japón. En julio de 2019 tenía una población estimada de 5.020 habitantes y una densidad de población de 81 personas por km². Su área total es de 61,99 km².

## Geografía

### Localidades circundantes
- Prefectura de Nara
  - Gojō
  - Ōyodo
  - Yoshino
  - Kurotaki

## Demografía
Según datos del censo japonés, la población de Shimoichi ha disminuido en los últimos años.
| Año del censo | Población |
| ------------- | --------- |
| 1995          | 9.532     |
| 2000          | 8.670     |
| 2005          | 7.737     |
| 2010          | 7.020     |
| 2015          | 5.664     |